# Lithacodia
Lithacodia är ett släkte av fjärilar. Lithacodia ingår i familjen nattflyn.

## Dottertaxa tillLithacodia, i alfabetisk ordning[1]
- Lithacodia africana
- Lithacodia alba
- Lithacodia albannularis
- Lithacodia albiclava
- Lithacodia albidula
- Lithacodia albiterminata
- Lithacodia albitornata
- Lithacodia albomarginata
- Lithacodia albopunctalis
- Lithacodia altitudinis
- Lithacodia argyrophanes
- Lithacodia armilla
- Lithacodia atrata
- Lithacodia atratula
- Lithacodia atrinotata
- Lithacodia aurata
- Lithacodia bellicula
- Lithacodia benita
- Lithacodia betsileonis
- Lithacodia biaccentuata
- Lithacodia binorbis
- Lithacodia biplaga
- Lithacodia bitrigonophora
- Lithacodia blandula
- Lithacodia brunnea
- Lithacodia brunnescens
- Lithacodia bryistis
- Lithacodia caffristis
- Lithacodia carneola
- Lithacodia castrensis
- Lithacodia chloromixta
- Lithacodia chlorophila
- Lithacodia cidarioides
- Lithacodia clandestina
- Lithacodia coenia
- Lithacodia concinnimacula
- Lithacodia confusa
- Lithacodia costaricana
- Lithacodia cretiferana
- Lithacodia crotopha
- Lithacodia cuprea
- Lithacodia cupreofusca
- Lithacodia cupreofuscoides
- Lithacodia deceptoria
- Lithacodia decorata
- Lithacodia decorina
- Lithacodia delicatula
- Lithacodia digitalis
- Lithacodia distinguenda
- Lithacodia dorata
- Lithacodia eburnea
- Lithacodia editha
- Lithacodia euchroa
- Lithacodia externa
- Lithacodia falsa
- Lithacodia fentoni
- Lithacodia flavofimbria
- Lithacodia folium
- Lithacodia formosana
- Lithacodia furcata
- Lithacodia fuscula
- Lithacodia geoga
- Lithacodia glauca
- Lithacodia glaucopis
- Lithacodia gracilior
- Lithacodia griseifusa
- Lithacodia griseomixta
- Lithacodia hippotamada
- Lithacodia holophaea
- Lithacodia homopteridia
- Lithacodia igraecum
- Lithacodia inchoata
- Lithacodia indeterminata
- Lithacodia integra
- Lithacodia intractabilis
- Lithacodia jora
- Lithacodia larentiformis
- Lithacodia larentioides
- Lithacodia latefasciata
- Lithacodia limbata
- Lithacodia mabillei
- Lithacodia macrouncina
- Lithacodia mandarina
- Lithacodia martjanovi
- Lithacodia medioirrorata
- Lithacodia melanostigma
- Lithacodia mella
- Lithacodia merta
- Lithacodia mesomela
- Lithacodia mesophoenica
- Lithacodia mesoplaga
- Lithacodia metachrysa
- Lithacodia micronephra
- Lithacodia minuta
- Lithacodia minutipuncta
- Lithacodia mirella
- Lithacodia mollicula
- Lithacodia monorbis
- Lithacodia muscosula
- Lithacodia musta
- Lithacodia mustapha
- Lithacodia mysteriosa
- Lithacodia nemorum
- Lithacodia nigra
- Lithacodia nivata
- Lithacodia normalis
- Lithacodia numisma
- Lithacodia ochrea
- Lithacodia octogintaocto
- Lithacodia olivacea
- Lithacodia olivella
- Lithacodia onytes
- Lithacodia parvimacula
- Lithacodia penthis
- Lithacodia perta
- Lithacodia phya
- Lithacodia picatina
- Lithacodia picta
- Lithacodia plumbifusa
- Lithacodia plurioculata
- Lithacodia polita
- Lithacodia polygramma
- Lithacodia postvittata
- Lithacodia potens
- Lithacodia praeduncula
- Lithacodia preapicilinea
- Lithacodia pygarga, (synonym till Deltote pygarga)
- Lithacodia pyrophora
- Lithacodia quadriorbis
- Lithacodia rosacea
- Lithacodia rosea
- Lithacodia roseopicta
- Lithacodia ruberrima
- Lithacodia rubrilis
- Lithacodia ruvida
- Lithacodia scapha
- Lithacodia semichalcea
- Lithacodia senex
- Lithacodia shansiensis
- Lithacodia sidemiata
- Lithacodia sirbena
- Lithacodia sordida
- Lithacodia sordidata
- Lithacodia squalida
- Lithacodia strigilis
- Lithacodia subcoena
- Lithacodia substellata
- Lithacodia superior
- Lithacodia syggenes
- Lithacodia synochitis
- Lithacodia taiwana
- Lithacodia tetratrigona
- Lithacodia tineodes
- Lithacodia trifurca
- Lithacodia triocellata
- Lithacodia triplaga
- Lithacodia unguapicata
- Lithacodia walta
- Lithacodia varicolora
- Lithacodia variicolor
- Lithacodia varioplagata
- Lithacodia versicolor
- Lithacodia veternosa
- Lithacodia vexillifera
- Lithacodia vialis
- Lithacodia virescens
- Lithacodia viriditincta
- Lithacodia viridoata
- Lithacodia xemiloca